# Joan Albert Amargós
Joan Albert Amargós (* 2. August 1950 in Barcelona) ist ein spanischer Komponist und Dirigent. Er ist der Enkel des Komponisten Joan Altisent i Ceardi (1891–1971).

## Leben
Nach seinem Studium in Klavier und Klarinette am Conservatorio Superior de Música del Liceo folgten 1969 erste Kompositionen. Amargós ist Gründer der Gruppe Música Urbana (mit Salvador Font, Jaume Cortadellas, Jordi Bonell, Carles Benavent und Matthew Simon), mit der er zwischen 1975 und 1979 zwei Alben aufnahm. Zu seinem Schaffen zählen Kammermusik, Sinfonien, Opern, Tanzmusik sowie Musik für Film, Theater und Fernsehen. Sein Wissen in der Flamencomusik war ihm für seine Kompositionen stets von Nutzen. 
1983 komponierte er das Concert popular welches im darauffolgenden Jahr am Palau de la Música Catalana unter der Leitung von Albert Argudo uraufgeführt wurde. 
Amargós wurde mit verschiedenen namhaften Preisen ausgezeichnet. 1988 wurde ihm durch Chick Corea der erste Preis für zeitgenössische Jazz-Komposition für das Werk Hasta siempre, Jaco (Lebe wohl, Jaco) verliehen. Gemeinsam mit Charles Benavent erhielt er die Auszeichnung der Besten Schallplatte des Jahres. Zwischen 1999 und 2004 ehrte ihn die Musikakademie mit einer Auszeichnung für Das beste Arrangement des Jahres fünfmal in Folge. Im Jahr 2002 erhielt er für seine Kammeroper Eurídice y los títeres de Caronte von der Generalitat de Catalunya den Premio Nacional de Música (‚Nationalen Musikpreis‘) und im gleichen Jahr den Preis Premio Ciudad de Barcelona für die Werke Flamenco en orquesta (mit Miguel Poveda als Sänger) und Concierto para trombón bajo (‚Konzert für Bassposaune‘).

## Werke

### Kammermusik
- Policromies (Polychrome) (1969)
- 3 peces breus per a tres clarinets i clarinet baix (o fagot) (3 kurze Stücke für Klarinette und Bassklarinette oder Fagott) (1969)
- 6 Cançons d'homenatge a Picasso (6 Lieder 'Hommage an Picasso') (1971)
- Petit duet per a clarinet i fagot (Kleines Duett für Klarinette und Fagott) (1976)
- Le cheval de Malval (Das Pferd Malval) (1976)
- Trio per a guitarra, flauta i piano (Trio für Gitarre, Flöte und Klavier) (1979)
- Sonata para flauta y piano (Sonate für Flöte und Klavier) (1979)
- Sonata per a 2 Flautes (Sonate für zwei Flöten) (1979)
- Sonata breve para vibrafono y piano (Sonate für Klavier und Vibraphon) (1979)
- Petit quartet (Kleines Quartett) (1979)
- Diàleg íntim (Intimer Dialog) (1979)
- Trio per a flauta, clarinet i corn anglès (Trio für Flöte, Klarinett und Englischhorn) (1980)
- Petita suite per a 4 flautes (Kleine Suite für 4 Flöten) (1980)
- Vals bizarre (Bizarrer Walzer) (1981)
- Sonata para dos guitarras (Sonate für zwei Gitarren) (1981)
- Música per a piano nº 1 (Musik für ein Klavier) (1981)
- Le Cheval de Malval (1981)
- Vals per a piano (Das Pferd Malval) (1982)
- Pasacalle nocturno (Nächtliche Passacaglia) (1982)
- Homenatge a Frederic Mompou (Hommage an Frederic Mompou) (1983)
- Concert popular (Beliebtes Konzert) (1983)
- Concert del Sud (Konzert des Südens), para violín, violoncelo y orquesta de cámara (für Violine, Violoncello und Orchester) (1986)
- Sevillanas (Sevillanas) (1988)
- Hasta siempre Jaco (Lebe wohl, Jaco) (1988)
- Cantata de Sant Just (Kantate über Antoine de Saint-Just) (1988)
- Sonata de primavera (Frühlingssonate) (1990)
- La nit (Die Nacht) (1992)
- Fosc blanc color (Dunkle weiße Farbe) (1992)
- Cinc cançons populars mallorquines (5 beliebte Lieder von Mallorca) (1992)
- Cantata de la terra (Kantate des Landes) (1993)
- Requiem (1994)
- Concierto para clarinete y orquesta, versión para orquesta de cámara (Konzert für Klarinette und Orchester, Kammerfassung) (1995)
- Tango català (Katalanischer Tango) (1996)
- Música per Arpa (Musik für Harfe) (1996)
- Tierra de nadie (Niemandsland) (1997)
- Flash Mompou (1997)
- Suite homenaje a García Lorca (Suite gewidmet an García Lorca) (1998)
- Canciones populares españolas (Beliebte spanische Lieder) (1998)
- 2 Escenas flamencas (2 Flamenco-Szenen) (1998)
- Planetàrium (Planetarium) (2000)
- Pigmalió (Pygmalion) (2000)
- Música de cambra per a diversos instruments (Kammermusik für verschiedene Instrumente) (2000)
- La campanada (Das Glockenspiel) (2000)
- Homenatge a Picasso (Hommage an Picasso) (2000)
- El duc Meu-meu (Der Herzog Meu-Meu) (2000)
- Allegro Festivo (Feierliches Allegro) (2000)
- 2 peçes per a orquesta de cordes (2 Stücke für Streichorchester) (2000)
- Atlantic trio (Atlantik-Trio) (2002)
- En el aire (In der Luft) (2002)
- Trio per a violí, clarinet i piano (Trio für Violine, Klarinette und Klavier) (2004)
- Declaració (Erklärung) (2005)
- PAX HAGANUM (Obertura per a la Pau) (Ouvertüre für den Frieden) (2005)
- La Pastoreta. para orquesta de cuerda ('La Pastoreta' für Streichorchester) (2005)
- Las Morillas que me enamoran, para piano a cuatro manos y voz (Die Frauen die ich liebe; Werk mit Gesang und Klavier mit vier Händen) (2006)
- Capricho por bulerías (Capriccio für Bulería (Flamenco-Tanz)) (2006)
- Variaciones sobre un zorongo (Variationen für ein Zorongo (Flamenco-Gesang)) (2006)
- Las morillas de Jaén (Die Frauen von Jaén) (2006)
- Anda jaleo, para dos pianos y voz (für zwei Klaviere und Stimme) (2006)
- Zorongo, para dos pianos y voz (2006)
- Jocs Florals, para coro de hombres solistas y órgano (für Männerchor und Orgelsolisten) (2006)
- Aires españoles, para dos pianos y voz (Spanisches Air, für zwei Klaviere und Stimme) (2006)
- Simfonieta concertant (per a Cobla y 4 instruments) (Sinfonia concertante, für vier Instrumente und Verse) (2007)
- La niña bonita (Das hübsche Mädchen) (2007)

### Orchesterwerke
- Variaciones para orquesta (Variationen für Orchester) (1981)
- Concierto para clarinete y orquesta, versión para orquesta sinfónica (Konzert für Klarinette und Orchester, Fassung für Sinfonieorchester) (1995)
- Los Tarantos (Ballett, 1985)
- Concierto para trombón bajo y orquesta (Konzert für Bassposaune und Orchester) (2000)
- Mil·lenarium, versión para orquesta sinfónica (für Sinfonieorchester) (2003)
- Northern Concerto, para flauta dulce y orquesta (Nordisches Konzert, für Blockflöte und Orchester) (2005)
- Concierto para saxo alto y orquesta de cámara (Konzert für Altsaxophon und Kammerorchester) (2008)

### Musik für Orchester und Chor
- Requiem flamenco (für Mario Maya, 1993)
- Cantata de la Terra (Kantate des Landes) (1992)
- Mil·lenarium, versión para coro mixto y orquesta sinfónica  (für Chor gemischt mit Sinfonieorchester) (2003)
- L´Assemblea dels infants (Cantata per a nens) (Die Kinderversammlung, Kantate für Kinder)  (2004)

### Opern
- Eurídice (Eurídice y los títeres de Caronte) (2001)
- El Salón de Anubis (2007)

### Theatermusik
- Pigmalión, mit Dagoll Dagom
- Tierra de Nadie (Niemandsland), mit María Rovira (New York)
- La luna de Valencia (Der Mond von Valencia), von Jaime Salom

### Filmmusik
- La fiebre del oro (Goldfieber), von Gonzalo Herralde (1992)

| Personendaten    | Personendaten                     |
| ---------------- | --------------------------------- |
| NAME             | Amargós, Joan Albert              |
| KURZBESCHREIBUNG | spanischer Dirigent und Komponist |
| GEBURTSDATUM     | 2. August 1950                    |
| GEBURTSORT       | Barcelona                         |